# Са Шицзюнь
Са Шицзюнь (кит. упр. 萨师俊, пиньинь Sà Shījùn; 1896 — 24 октября 1938) — китайский офицер, командир канонерской лодки «Чжуншань», входившего в состав Первого флота. Погиб во время битвы при Ухане.

## Биография
Родился в 1896 году в уезде Миньсянь провинции Фуцзянь в семье выходцев из Шаньси. В июле 1913 с отличием окончил военно-морскую академию в Яньтай среди восьми первых её студентов.
После полугодовой стажировки занимал различные офицерские должности, был помощником командира канонерской лодки «Цзянчжэнь», служил на корабле «Цзянъань» и др.
16 июля 1932 года переведён из штаба Первого флота на канонерскую лодку «Чутай» с присвоением звания подполковника.

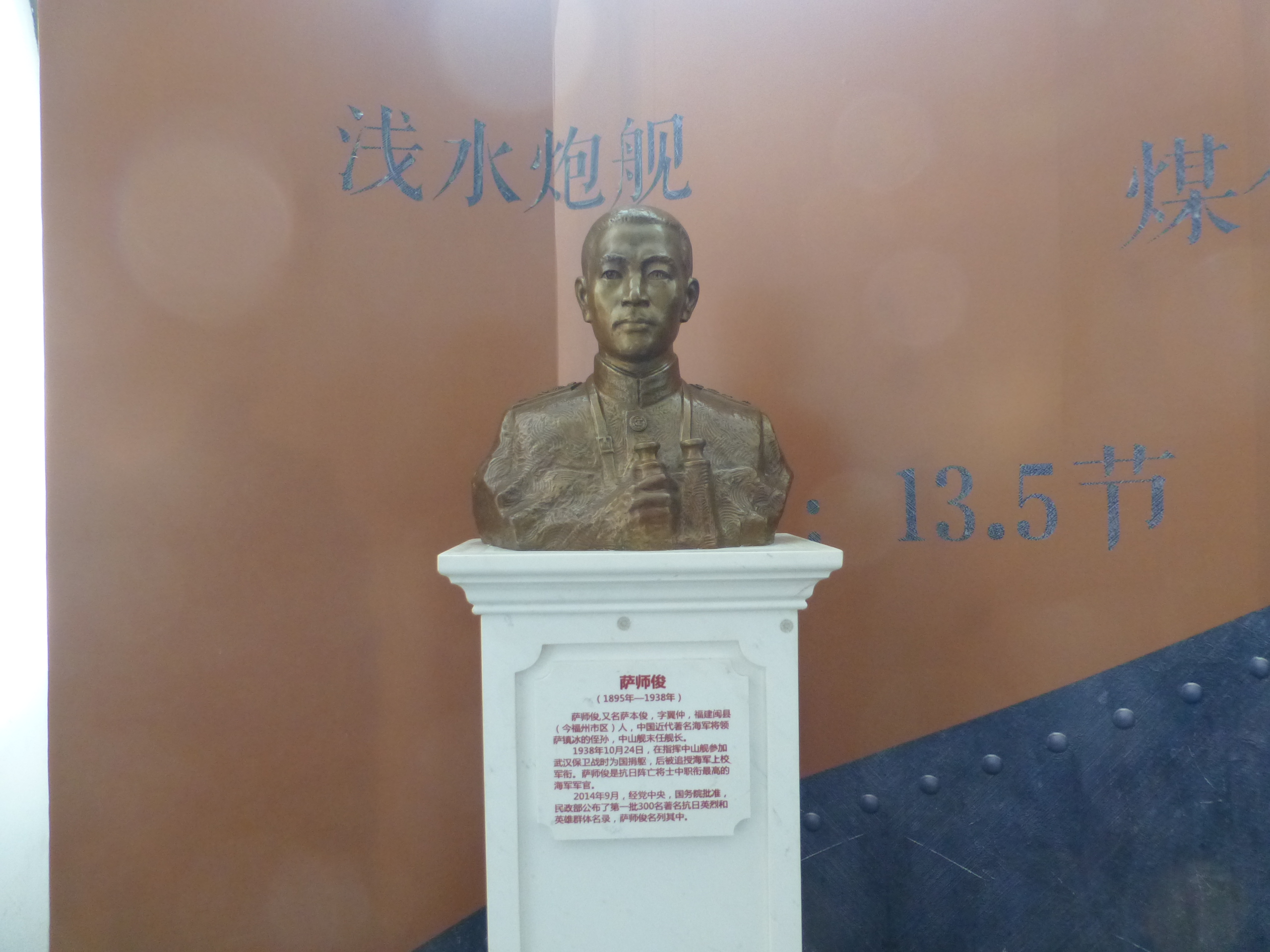
Бюст капитана Са в музее его корабля

С февраля 1935 по октябрь 1938 был командиром канонерской лодки «Чжуншань», став тринадцатым командиром этого корабля.
Погиб во время Уханьской битвы после того, как канонерская лодка «Чжуншань», подвергнувшаяся бомбардировке японской авиации, затонула на река Янцзы недалеко от Ханькоу. Раненный в руку, Са Шицзюнь с другими офицерами попытался спастись в шлюпке с затонувшего корабля, но шлюпку  обстреляли самолёты, и все находившиеся в ней моряки погибли.
Национальное правительство посмертно присвоило ему звание полковника.